# Reza Hoszejni Naszab
Szejed Reza Hoszejni Naszab (újperzsa nyelven: سيد رضا حسيني نسب) (Jazd, 1960. november 22. –) iráni síita ajatollah, magas elismertségű egyházjogász, mardzsa-e taglid az iszlám tizenkettes sía irányzatának elismert hittudósa.
A hamburgi Iszlám Központ imámja volt. 2003 óta a síita szövetség elnöke Kanadában.

## Publikációk
Több mint 215 könyv szerzője az iszlám teológiáról, a síita ideológiáról, a filozófiáról, a jogról és a logikáról.
Néhány műve a következő:
- A síiták válaszolnak
- Tanítási filozófia
- Vallás és politika
- A nők jogai
- A fiatalok
- Hoszein imám
- Társadalmi etika
- Formális logika[8]

## Intézmények
Több mint 20 központot hozott létre Kanadában, Németországban és Svájcban.